# الطريق السيارة المغاربية

الطريق السيارة

الطريق السيارة المغاربية هي طريق سيارة من المزمع أن تربط بين الدول الخمس للمغرب العربي، وتشتمل هذه الطريق في مسارها الكامل على محورين، محور أطلسي نواكشوط - الرباط ينطلق من العاصمة الموريتانية نواكشوط ليعبر الساحل الشمالي الموريتاني ثم العيون وأكادير ومراكش والدار البيضاء وصولا إلى العاصمة الرباط التي تمثل نقطة التقاطع مع المحور الآخر وهو المحور المتوسطي الرباط - طرابلس الذي ينطلق من الرباط ليعبر مكناس وفاس و وجدة في المملكة المغربية، وتلمسان ووهران والشلف والجزائر العاصمة وسطيف وقسنطينة وعنابة في الجمهورية الجزائرية، وطبرقة وجندوبة وباجة وتونس العاصمة ونابل والحمامات وسوسة وصفاقس وقابس ومدنين وبن قردان في الجمهورية التونسية، وصولاً إلى العاصمة طرابلس في ليبيا.
و كان مسؤولو اتحاد المغرب العربي قد اتفقوا في سنة 2005 على ضرورة الإسراع في إنجازها بتحديد أجل 2010 لإنجاز أهم جزء منها وهو الرابط بين أكادير جنوب المغرب والعاصمة الليبية طرابلس مروراً بالرباط والجزائر العاصمة وتونس العاصمة وهذا ما لم يتم في الأجل المحدد له بسبب تأخر الجزئين الليبي والتونسي.

## المسار المفصل

### الجزء الموريتاني
يعتبر إنجاز هذا الجزء أمراً غير واقعي لتواضع إمكانات التمويل الموريتانية ولارتباط إنجازه بإنجاز جزء الصحراء الغربية من قبل المملكة المغربية وكلاهما ذو مردودية اقتصادية ضعيفة نظراً لطول هذا الجزء وبالتالي ارتفاع كلفته، بالإضافة إلى قلة عدد السكان على مساره، فمجموع سكان الصحراء الغربية وموريتانيا بالكاد يبلغ حوالي خمسة ملايين نسمة.

### الجزء المغربي (1040 كلم)

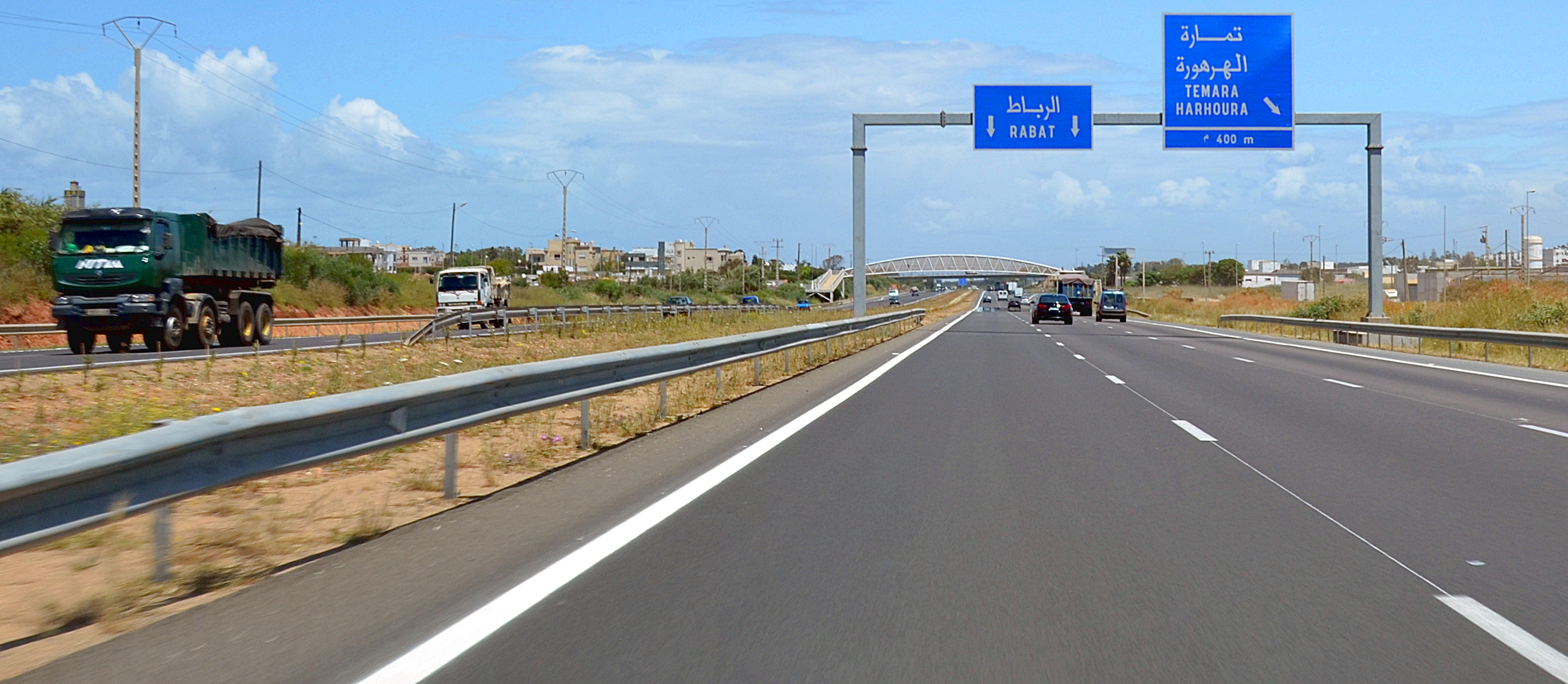
طريق السيار المغربي

الجزء المغربي من الطريق السيار المغاربي يمتد على طول 1040 كلم من مدينة أكادير في الجنوب الغربي والواقعة على المحيط الأطلسي إلى مدينة وجدة في الشمال الشرقي والواقعة على مسافة 12 كلم من الحدود المغربية الجزائرية. وقد اكتمل في سنة 2011 بعد افتتاح المقطعين المكملين لهذه الطريق وهما من الجنوب الغربي الطريق السيار أغادير - مراكش في سنة 2010 ومن الشمال الشرقي الطريق السيار فاس - وجدة في سنة 2011.
- ط س 7 : أغادير - مراكش (230 كلم في 2010)
- ط س 7 : مراكش - الدار البيضاء (220 كلم في 2007)
- ط س 3 : الدار البيضاء - الرباط (88 كلم في 1987)
- ط س 2 : الرباط - فاس (182 كلم في 1999)
- ط س 9 : فاس - وجدة (320 كلم في 2011)

كما كانت المغرب قد أنجزت طرقاً سيارة أخرى لا تنتمي لمسار الطريق السيار المغاربية مثل الطريق السيار رقم 1 (ط س 1) الرابط بين العاصمة الرباط وطنجة في أقصى الشمال وطولها 223 كلم وكذا الطريق السيار الرابط بين الدار البيضاء والجديدة بطول 85 كلم.
وفي انتظار إعادة فتح الحدود المغربية-الجزائرية، من المزمع تشييد المقطع الرابط بين وجدة والحدود بطول 20 كلم قصد الربط بين شبكتي الطرق السيارة المغربية والجزائرية.

### الجزء الجزائري (1720 كلم)

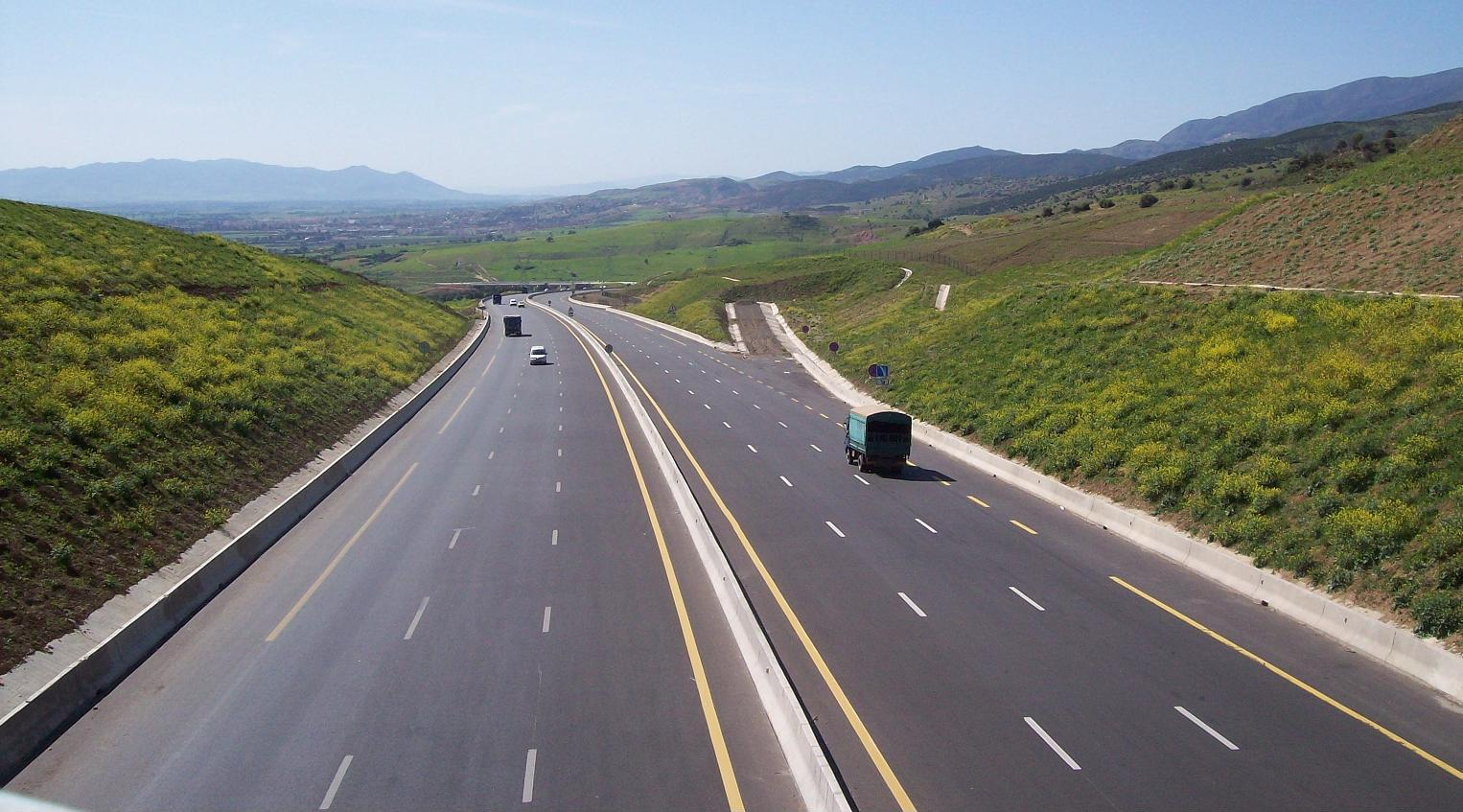
الطريق السيار شرق-غرب قرب (ولاية غليزان، الجزائر)

يمثل الجزء الجزائري من هذه الطريق أطول أجزاء الأقطار المغاربية الخمسة، ويربط بين الحدود المغربية والحدود التونسية مروراً بالمدن الجزائرية الكبرى مثل (من الغرب إلى الشرق) تلمسان وهران الشلف غليزان البليدة الجزائر العاصمة البويرة برج بوعريريج سطيف قسنطينة عنابة.
تم تسليم شطره الغربي في شهر مايو سنة 2010.
- المقسم الغربي: الحدود الجزائرية المغربية - الشلف (365 كلم في 2009) عبر تلمسان ووهران
- المقسم الأوسط: الشلف - برج بوعريرج (435 كلم في 2009) عبر الجزائر العاصمة
- المقسم الشرقي: برج بوعريرج - الحدود الجزائرية التونسية (365 كلم في 2009) عبر سطيف وقسنطينة وعنابة

كما كانت الجزائر قد أنجزت سابقاً طرقاً سريعة أخرى لا تنتمي لمسار الطريق السريعة المغاربية مثل الطريق السريعة الرابطة بين الجزائر العاصمة وتيزي وزو الجزائر العاصمة والبليدة الجزائر العاصمة وتيبازة و
ولعوانة والميلية بولاية جيجل.
وهي في طريق إنجاز طريق سيار الهضاب العليا البالغ طوله 1300 كم ويعتبر مشروع القرن 2 بعد الطريق السيار شرق-غرب والذي يربط بينهما 8 محاور للطرق السريعة شمال جنوب ويعتبر الطريق السريع الوحيد في المغرب العربي الذي فيه 3 مسالك + مسلك الطوارئ وقد بلغت كلفت المشروع ب 17 مليار دولار.

### الجزء التونسي (790 كلم)

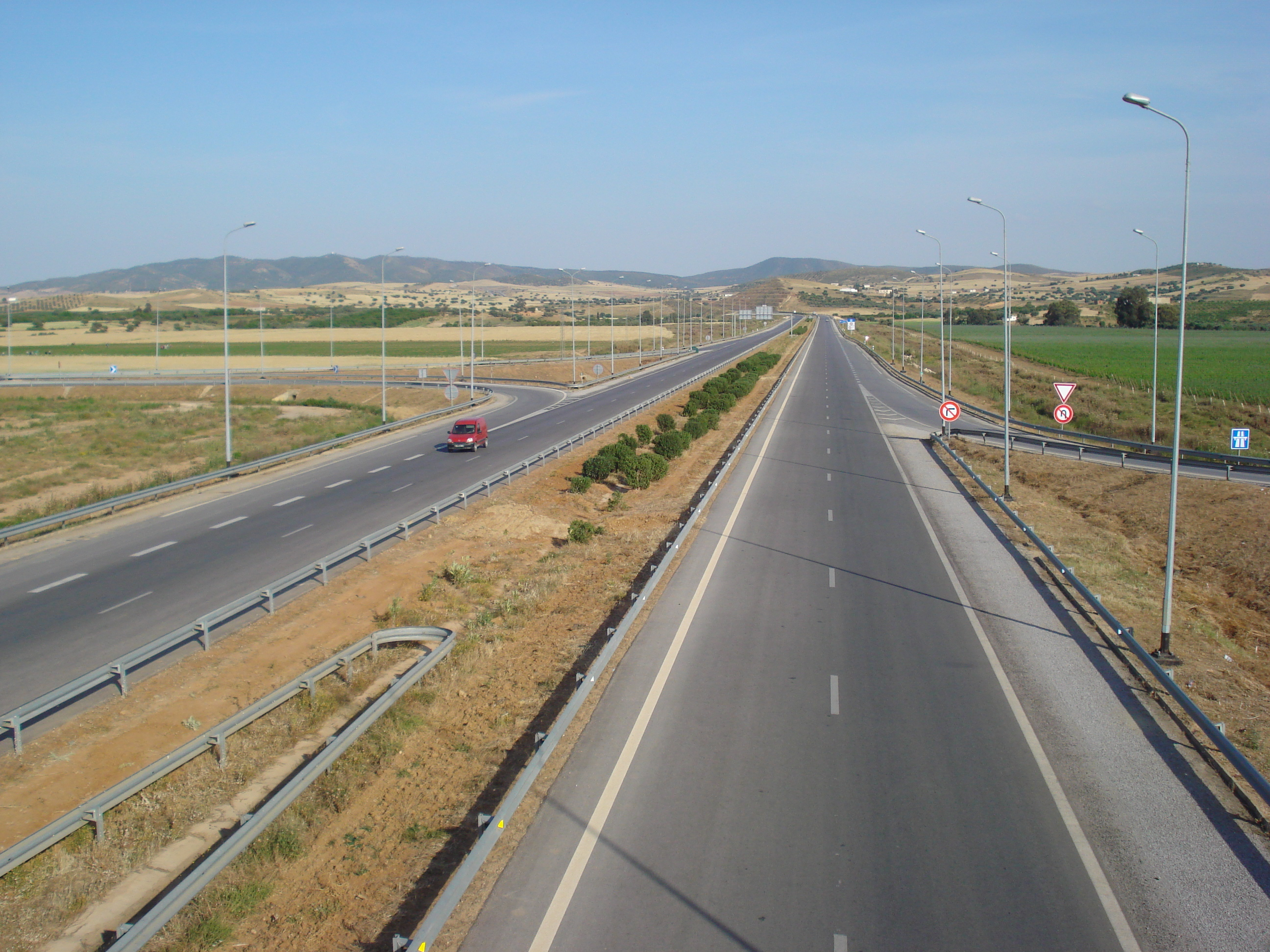
الطريق السيارة رقم 3 (تونس الكبرى -) على مستوى محول الكاف

القسم المنجز من هذا الطريق بالجمهورية التونسية هو بوسالم - وادي زرقة - مجاز الباب - تونس العاصمة - الحمامات - سوسة - صفاقس - قابس وطوله 572 كلم.
و لإتمام جزئها من الطريق السريعة المغاربية، تعمل تونس على إنجاز بقية الجزء الشمالي الغربي الرابط بين مدينة بوسالم وصولا إلى الحدود التونسية الجزائرية، بالإضافة إلى بقية الجزء الجنوبي الشرقي الرابط بين مدينة قابس والحدود التونسية الليبية حيث يصل طول المقاطع المتبقية من المشروع والتي ما زالت لم تدخل حيّز الاستغلال 218 كلم مع موفى جويلية 2018 بنسبة إنجاز جمليّة بلغت 72%.

انطلقت تونس في إنشاء كافة الأقساط المتبقية ضمن المشروع والذي يندرج في مراهنتها على أهمية المشاريع الكبرى للبنى التحتية في تحفيز الاستثمار والنهوض بالاقتصاد التونسي
- الطريق السيارة A 3 أ تونس العاصمة - الحدود التونسية الجزائرية (201 كلم):
  - ط س 3 : تونس العاصمة - مجاز الباب - وادي زرقة (67 كلم أنجزت في 2006)
  - ط س 3 : وادي زرقة - بوسالم (54 كلم أنجزت في 2016) عبر باجة [1]
  - ط س 3 : بوسالم - الحدود التونسية الجزائرية (80 كلم بصدد الإنجاز) عبر جندوبة
- الطريق السيارة A 1 أ تونس العاصمة - الحدود التونسية الليبية (589 كلم):
  - ط س 1 : تونس العاصمة - الحمامات (51 كلم أنجزت في 1986)
  - ط س 1 : الحمامات - مساكن (92 كلم أنجزت في 1994) عبر سوسة
  - ط س 1 : مساكن - صفاقس (97 كلم انجزت في 2008[2])
  - ط س 1 : صفاقس - قابس (154 كلم أنجزت في 2018) [3]
  - ط س 1 : قابس - مدنين (103 كلم بصدد الإنجاز)
  - ط س 1 : مدنين - بن قردان (57 كلم أنجزت في 2018) [4]
  - ط س 1 : بن قردان - الحدود التونسية الليبية (35 كلم أنجزت في 2021)

كما كانت تونس قد أنجزت سابقا طريقا سريعة أخرى لا تنتمي لمسار الطريق السريعة المغاربية وهي الطريق السيارة رقم 4 الرابطة بين تونس العاصمة وبنزرت في أقصى الشمال وطولها 50 كلم.

وستشرع تونس أيضا في المرحلة المقبلة في إنجاز عدة طرق سيارة كالطريق السيارة الرابطة بين تونس العاصمة وقفصة في الجنوب الغربي وطولها 383 كلم، والطريق السيارة الواصلة بمدينة الكاف عبر ط س 3 ومدينة تطاوين عبر ط س 1، والطرق السريعة غرب-شرق الرابطة بين الولايات الغربية والساحلية والطريق الحزامية بإقليم تونس الكبرى.

### الجزء الليبي (200 كلم)
هو الجزء الذي يوصل بين بوابة رأس اجدير الليبية على الحدود بين تونس وليبيا وطرابلس العـاصمة الليبية وهي الأقصر مسافة بين جميع الدول المشاركة في هذا المشروع الضخم حيث أن المسافة لا تتجاوز 250 كليو متر.

## الطريق السريعة المغاربية والاتحاد من أجل المتوسط
عند بعث الاتحاد من أجل المتوسط في 13 يوليو 2008 والمتضمن من جملة أعضائه الأقطار المغاربية الخمسة، تم ضم مشروع الطريق السريعة المغاربية إلى المشاريع المدرجة في جدول أعماله وهذا من شأنه أن يبعث الأمل في التسريع في نسق إنجاز الجزء التونسي الذي يتقدم باستمرار ولكن ببطء حتى يربط هذا الجزء الحدود الجزائرية التونسية بالحدود التونسية الليبية، وقد تسرع أيضاً في ربط أغادير الواقعة في جنوب المغرب بموريتانيا، أما الجزائريون فلن يكونوا بحاجة إلى دعم الاتحاد من أجل المتوسط بما أن جزأهم سيكتمل في 2012 بينما يكتمل جل الجزء المغربي في 2010.

## الانعكاسات الاجتماعية والاقتصادية
تعبر الطريق السريعة المغاربية أكثر من 55 مدينة كبيرة يفوق عدد سكانها 50 مليون نسمة (من بين ال89 مليون مغاربي) و 22 مطاراً دولياً وأهم الموانئ ومحطات القطار وأهم الجامعات وأكبر المستشفيات العمومية والخاصة وأهم المناطق الصناعية والمدن السياحية.
ستشكل هذه الطريق السريعة العصب الرئيسي لاقتصاد منطقة المغرب العربي نظراً لجدواها الاقتصادية الكبيرة إذ ستمكن من الترفيع في ظروف الراحة والسلامة المرورية واختصار الوقت ومن التخفيض في كلفة نقل البضائع وكلفة نقل المسافرين للتسوق والسياحة والتداوي والدراسة والاستثمار داخل هذه المنطقة سواء من مدينة إلى أخرى داخل نفس الدولة أو بين مدن دول مغاربية مختلفة، كما ستمكنها من تنمية المناطق البعيدة عن العواصم ومن تكثيف التبادل المغاربي في كل المجالات.
ومن ناحية أخرى فإن إنجاز نفق جبل طارق في مياه البحر عبر مضيق جبل طارق بين المغرب وإسبانيا والذي هو بصدد الدراسة حاليا سيعطي لهذه الطريق أهمية إضافية، حيث سيربط المغرب العربي بأوروبا.

### مواضيع ذات علاقة
- المغرب العربي
- اتحاد المغرب العربي
- الاتحاد من أجل المتوسط
- مشاريع كبرى في تونس